# Sjuøyane

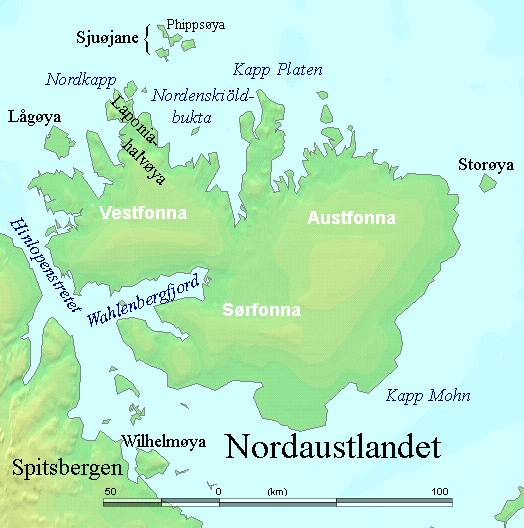
Mapa da região

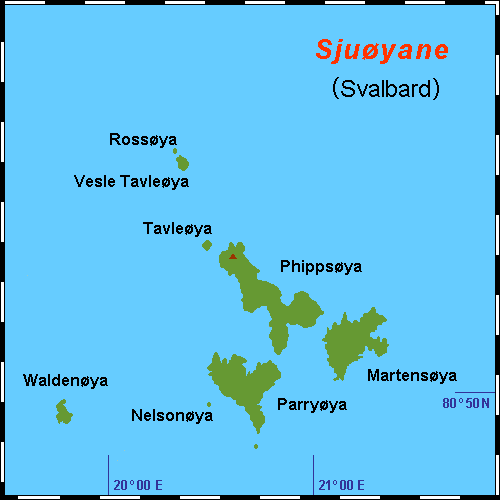
Sjuøyane

Sjuøyane (significa Sete Ilhas em norueguês) são um grupo de ilhas que constitui a parte mais setentrional do arquipélago de Svalbard, cerca de 20 km a norte de Nordaustlandet. Tal como o nome indica, são um grupo de sete ilhas (além de vários ilhéus e escolhos), das quais as três maiores são:

- Phippsøya
- Martensøya
- Parryøya

E as quatro menores:
- Nelsonøya
- Waldenøya
- Tavleøya
- Vesle Tavleøya com Rossøya

Rossøya, mais um escolho que uma ilha, fica em 80°49’44" e é o ponto mais setentrional de Svalbard e da Noruega. As condições de gelo são quase sempre muito difíceis, mas frequentemente é mais acessível que outras partes de Svalbard mais para sudeste, por influência da parte final da corrente do Golfo. Sjuøyane está integrada na Reserva Natural de Nordaust-Svalbard.

## História
As Sjuøyane foram assinaladas em mapa pela primeira vez pelo navegador neerlandês Hendrick Doncker em 1663. Pieter Goos (1666) e outros cartógrafos seguiram Doncker. Cornelis Giles e Outger Rep (c. 1710) foram os primeiros a colocar as ilhas na sua posição correta. As ilhas podem ter sido avistadas em 1618, pois um baleeiro de Enkhuizen afirmou ter visto as ilhas nesse ano. Como os cartógrafos só representavam estas terras alguns anos depois da efetiva descoberta, esta afirmação pode bem ser verdadeira, embora faltem provas.